# Eupsilia nigrescens
Eupsilia nigrescens là một loài bướm đêm trong họ Noctuidae.